# Luis de Beaumont, 3. Conde de Lerín
Luis de Beaumont, 3. Conde de Lerín († 1530) war ein navarresischer Adliger. Er war der Sohn von Luis de Beaumont, 2. Conde de Lerín, und Leonor de Aragón.
1508 erbte er den Besitz und die Titel seines Vaters, insbesondere die Grafschaft Lerín und das Amt des Condestable de Navarra, aber auch die Führerschaft der Partei der Beaumonteses. 1509 söhnte er seine Familie mit Ferdinand II. von Aragón aus, und stand dann auch 1512 an dessen Seite, als Ferdinand die Eroberung Navarras durchführen ließ. 1524 wurden sein Besitz, seine Titel und Privilegien von Kaiser Karl V. bestätigt.
1486 hatte er Brianda Manrique de Lara geheiratet, Tochter von Pedro Manrique de Lara, 1. Duque de Nájera, aus dem Haus Manrique de Lara, und Guiomane de Castro y Acuna; ihr Kinder waren:
- Luis, † 9. Januar 1565, 1530 4. Conde de Lerin, Connetable von Navarra; ⚭ Aldonza Folch de Cardona, Tochter von Fernando Ramon Folch de Cardona, 2. Duque de Cardona, Condestable und Admiral von Aragón, und Francisca Manrique de Lara (Haus Folch de Cardona)
- Pedro; ⚭ Maria de Corres, Tochter von NN, Señor de Agoncillo
- Juan, † 1553

Darüber hinaus hatte er zwei uneheliche Töchter, Luisa und Maria, die beide ins Kloster gingen.